# 천등산 (전남)
천등산(天登山)은 전라남도 고흥군 고흥읍에 있는 높이 550m의 산이다.

## 같이 보기
- 한국의 산